# Нейва (аэропорт)
Аэропорт имени Бенито Саласа (исп. Aeropuerto Benito Salas), (ИАТА: NVA, ИКАО: SKNV) — коммерческий аэропорт, обслуживающий гражданские авиаперевозки города Нейва (департамент Уила, Колумбия). Порт расположен на севере города Нейва.
Аэропорт назван в честь политического и военного деятеля Колумбии Бенито Саласа Варгаса, чьё тело по некоторым данным, было захоронено вблизи территории аэропорта.

## Общие сведения
В течение 2010 и 2011 года в аэропорту имени Бенито Саласа проводились комплексные работы по реконструкции и расширению аэровокзала, в результате которых его площадь увеличилась с 1700 до 5600 квадратных метров. Модернизация затронула такие объекты инфраструктуры аэропорта, как контрольно-диспетчерский пункт, пожарная станция, электроснабжающие подстанции, подъездные автомобильные дороги. 24 мая 2013 года в присутствии Президента Колумбии Хуана Мануэля Сантоса и директора Управления гражданской авиации страны Сантьяго Кастро была проведена церемония сдачи новых объектов аэропорта. Общая стоимость выполненных работ составила более 15 млрд колумбийских песо.

## Авиакомпании и пункты назначения
Пассажирские
- Avianca
  - Богота / международный аэропорт Эль-Дорадо

- EasyFly
  - Богота / международный аэропорт Эль-Дорадо

- LAN Colombia
  - Богота / международный аэропорт Эль-Дорадо

Чартерные
- Searca
  - Богота / международный аэропорт Эль-Дорадо

Грузовые
- Líneas Aéreas Suramericanas
  - Богота / международный аэропорт Эль-Дорадо

## Обслуживаемые воздушные суда
- Avianca
  - Fokker 50
  - Airbus A318

- EasyFly
  - BAe Jestream 41

- LAN Colombia
  - Dash 8Q-200

- Searca
  - Beechcraft 1900D
  - Let L-410 Turbolet

- Viva Colombia
  - Airbus A320

## Статистика
| Год  | Всего пассажиров | % изменения | Взлёты и посадки | % изменения | Грузы (тонн) | % изменения |
| 2000 | 164 538          |             | 22 399           |             | 3792         |             |
| 2001 | 184 666          | ▲ 12,2      | 19 995           | ▼ 10,7      | 2481         | ▼ 34,6      |
| 2002 | 187 552          | ▲ 1,6       | 20 514           | ▲ 2,6       | 2737         | ▲ 10,3      |
| 2003 | 155 546          | ▼ 17,1      | 18 196           | ▼ 11,3      | 1710         | ▼ 37,5      |
| 2004 | 195 259          | ▲ 25,5      | 19 922           | ▲ 9,5       | 2730         | ▲ 59,6      |
| 2005 | 201 379          | ▲ 3,1       | 19 439           | ▼ 2,4       | 3678         | ▲ 34,7      |
| 2006 | 229 946          | ▲ 14,2      | 18 039           | ▼ 7,2       | 2744         | ▼ 25,4      |
| 2007 | 268 799          | ▲ 16,9      | 18 547           | ▲ 2,8       | 1895         | ▼ 30,9      |
| 2008 | 293 279          | ▲ 9,1       | 19 186           | ▲ 3,4       | 1780         | ▼ 6,1       |
| 2009 | 277 069          | ▼ 5,5       | 18 008           | ▼ 6,1       | 1136         | ▼ 36,2      |
| 2010 | 305 380          | ▲ 10,2      | 18 967           | ▲ 5,3       | 1025         | ▼ 9,8       |
| 2011 | 290 010          | ▼ 5,0       | 17 605           | ▼ 7,2       | 866          | ▼ 15,5      |
| 2012 | 308 665          | ▲ 6,4       | 17 217           | ▼ 2,2       | 880          | ▲ 1,6       |
| ---- | ---------------- | ----------- | ---------------- | ----------- | ------------ | ----------- |

## Авиапроисшествия
- 8 января 1975 года. Самолёт Douglas DC-3 (регистрационный FAC-688) авиакомпании SATENA, выполнявший регулярный рейс в аэропорт имени Густаво Артундуага Паредеса (Флоренсия), разбился сразу после взлёта из аэропорта Нейвы. Погибли все 30 человек, находившиеся на борту лайнера[4].